# Europees kampioenschap voetbal mannen onder 19 - 2004 (kwalificatie)
De kwalificatie voor het Europees kampioenschap voetbal voor mannen onder 19 jaar van 2004 werd gespeeld tussen 18 september 2003 en 24 mei 2004. Er zouden in totaal zeven landen kwalificeren voor het eindtoernooi dat in juli 2004 heeft plaatsgevonden in Zwitserland. Spelers die geboren zijn na 1 januari 1985 mochten deelnemen. Zwitserland hoefde geen kwalificatiewedstrijden te spelen, dit land was als gastland automatisch gekwalificeerd. In totaal deden er 51 landen van de UEFA mee.

## Gekwalificeerde landen
| # | Land        | Gekwalificeerd als          | Beste prestatie   |
| - | ----------- | --------------------------- | ----------------- |
| 1 | Zwitserland | Gastland                    | Debuut            |
| 2 | Spanje      | Eliteronde: Winnaar groep 1 | Kampioen (2002)   |
| 3 | Italië      | Eliteronde: Winnaar groep 2 | Kampioen (2003)   |
| 4 | Duitsland   | Eliteronde: Winnaar groep 3 | Tweede (2002)     |
| 5 | Oekraïne    | Eliteronde: Winnaar groep 4 | Debuut            |
| 6 | Turkije     | Eliteronde: Winnaar groep 5 | Debuut            |
| 7 | Polen       | Eliteronde: Winnaar groep 6 | Debuut            |
| 8 | België      | Eliteronde: Winnaar groep 7 | Groepsfase (2002) |

## Kwalificatieronde

### Groep 1
De wedstrijden werden gespeeld tussen 16 oktober en 20 oktober in Noord-Ierland.
| Pos | Team          | Wed | W | G | V | Ptn | DV | DT | +/− | Kwalificatie              |  | SLO | ROM | HUN | NIR |
| --- | ------------- | --- | - | - | - | --- | -- | -- | --- | ------------------------- |  | --- | --- | --- | --- |
| 1   | Slovenië      | 3   | 2 | 0 | 1 | 6   | 5  | 5  | 0   | Geplaatst voor eliteronde |  | —   | 2–0 | 0–4 | 3–1 |
| 2   | Roemenië      | 3   | 2 | 0 | 1 | 6   | 4  | 3  | +1  | Geplaatst voor eliteronde |  | —   | —   | 2–0 | 2–1 |
| 3   | Hongarije     | 3   | 1 | 1 | 1 | 4   | 4  | 2  | +2  | Geplaatst voor eliteronde |  | —   | —   | —   | 0–0 |
| 4   | Noord-Ierland | 3   | 0 | 1 | 2 | 1   | 2  | 5  | −3  |                           |  | —   | —   | —   | —   |

### Groep 2
De wedstrijden werden gespeeld tussen 8 oktober en 12 oktober in Polen.
| Pos | Team      | Wed | W | G | V | Ptn | DV | DT | +/− | Kwalificatie              |   | POL | NOR | LAT | CYP |
| --- | --------- | --- | - | - | - | --- | -- | -- | --- | ------------------------- | - | --- | --- | --- | --- |
| 1   | Polen     | 3   | 3 | 0 | 0 | 9   | 5  | 0  | +5  | Geplaatst voor eliteronde |   | —   | 1–0 | 3–0 | 1–0 |
| 2   | Noorwegen | 3   | 2 | 0 | 1 | 6   | 7  | 4  | +3  | Geplaatst voor eliteronde |   | —   | —   | 3–2 | 4–1 |
| 3   | Letland   | 3   | 1 | 0 | 2 | 3   | 6  | 8  | −2  |                           |   | —   | —   | —   | 4–2 |
| 4   | Cyprus    | 3   | 0 | 0 | 3 | 0   | 3  | 9  | −6  |                           | — | —   | —   | —   |     |

### Groep 3
De wedstrijden werden gespeeld tussen 8 oktober en 12 oktober in Estland.
| Pos | Team    | Wed | W | G | V | Ptn | DV | DT | +/− | Kwalificatie              |   | BEL | ITA | GEO | EST |
| --- | ------- | --- | - | - | - | --- | -- | -- | --- | ------------------------- | - | --- | --- | --- | --- |
| 1   | België  | 3   | 3 | 0 | 0 | 9   | 9  | 1  | +8  | Geplaatst voor eliteronde |   | —   | 3–1 | 3–0 | 3–0 |
| 2   | Italië  | 3   | 2 | 0 | 1 | 6   | 4  | 3  | +1  | Geplaatst voor eliteronde |   | —   | —   | 1–0 | 2–0 |
| 3   | Georgië | 3   | 1 | 0 | 2 | 3   | 8  | 5  | +3  |                           |   | —   | —   | —   | 8–1 |
| 4   | Estland | 3   | 0 | 0 | 3 | 0   | 1  | 13 | −12 |                           | — | —   | —   | —   |     |

### Groep 4
De wedstrijden werden gespeeld tussen 16 oktober en 20 oktober in Duitsland.
| Pos | Team       | Wed | W | G | V | Ptn | DV | DT | +/− | Kwalificatie              |   | GER | DEN | MLT | LUX |
| --- | ---------- | --- | - | - | - | --- | -- | -- | --- | ------------------------- | - | --- | --- | --- | --- |
| 1   | Duitsland  | 3   | 2 | 1 | 0 | 7   | 17 | 4  | +13 | Geplaatst voor eliteronde |   | —   | 2–2 | 9–1 | 6–1 |
| 2   | Denemarken | 3   | 2 | 1 | 0 | 7   | 10 | 3  | +7  | Geplaatst voor eliteronde |   | —   | —   | 5–1 | 3–0 |
| 3   | Malta      | 3   | 1 | 0 | 2 | 3   | 5  | 15 | −10 |                           |   | —   | —   | —   | 3–1 |
| 4   | Luxemburg  | 3   | 0 | 0 | 3 | 0   | 2  | 12 | −10 |                           | — | —   | —   | —   |     |

### Groep 5
De wedstrijden werden gespeeld tussen 27 oktober en 31 oktober in Kroatië.
| Pos | Team         | Wed | W | G | V | Ptn | DV | DT | +/− | Kwalificatie              |   | CRO | FIN | ALB | AZE |
| --- | ------------ | --- | - | - | - | --- | -- | -- | --- | ------------------------- | - | --- | --- | --- | --- |
| 1   | Kroatië      | 3   | 3 | 0 | 0 | 9   | 7  | 1  | +6  | Geplaatst voor eliteronde |   | —   | 3–1 | 1–0 | 3–0 |
| 2   | Finland      | 3   | 2 | 0 | 1 | 6   | 7  | 4  | +3  | Geplaatst voor eliteronde |   | —   | —   | 1–0 | 5–1 |
| 3   | Albanië      | 3   | 0 | 1 | 2 | 1   | 1  | 3  | −2  |                           |   | —   | —   | —   | 1–1 |
| 4   | Azerbeidzjan | 3   | 0 | 1 | 2 | 1   | 2  | 9  | −7  |                           | — | —   | —   | —   |     |

### Groep 6
De wedstrijden werden gespeeld tussen 18 september en 22 september in San Marino.
| Pos | Team       | Wed | W | G | V | Ptn | DV | DT | +/− | Kwalificatie              |   | IRL | LTU | BUL | SMR  |
| --- | ---------- | --- | - | - | - | --- | -- | -- | --- | ------------------------- | - | --- | --- | --- | ---- |
| 1   | Ierland    | 3   | 2 | 1 | 0 | 7   | 13 | 3  | +10 | Geplaatst voor eliteronde |   | —   | 2–1 | 1–1 | 10–1 |
| 2   | Litouwen   | 3   | 1 | 1 | 1 | 4   | 3  | 3  | 0   | Geplaatst voor eliteronde |   | —   | —   | 1–0 | 1–1  |
| 3   | Bulgarije  | 3   | 1 | 1 | 1 | 4   | 8  | 2  | +6  |                           |   | —   | —   | —   | 7–0  |
| 4   | San Marino | 3   | 0 | 1 | 2 | 1   | 2  | 18 | −16 |                           | — | —   | —   | —   |      |

### Groep 7
De wedstrijden werden gespeeld tussen 22 september en 26 september in Wit-Rusland.
| Pos | Team        | Wed | W | G | V | Ptn | DV | DT | +/− | Kwalificatie              |   | BLR | POR | WAL | GRE |
| --- | ----------- | --- | - | - | - | --- | -- | -- | --- | ------------------------- | - | --- | --- | --- | --- |
| 1   | Wit-Rusland | 3   | 1 | 2 | 0 | 5   | 4  | 1  | +3  | Geplaatst voor eliteronde |   | —   | 1–1 | 3–0 | 0–0 |
| 2   | Portugal    | 3   | 1 | 2 | 0 | 5   | 4  | 3  | +1  | Geplaatst voor eliteronde |   | —   | —   | 2–1 | 1–1 |
| 3   | Wales       | 3   | 1 | 0 | 2 | 3   | 3  | 6  | −3  |                           |   | —   | —   | —   | 2–1 |
| 4   | Griekenland | 3   | 0 | 2 | 1 | 2   | 2  | 3  | −1  |                           | — | —   | —   | —   |     |

### Groep 8
De wedstrijden werden gespeeld tussen 20 september en 24 september in Rusland.
| Pos | Team          | Wed | W | G | V | Ptn | DV | DT | +/− | Kwalificatie              |   | ENG | RUS | LIE | AND |
| --- | ------------- | --- | - | - | - | --- | -- | -- | --- | ------------------------- | - | --- | --- | --- | --- |
| 1   | Engeland      | 3   | 3 | 0 | 0 | 9   | 7  | 0  | +7  | Geplaatst voor eliteronde |   | —   | 1–0 | 2–0 | 4–0 |
| 2   | Rusland       | 3   | 2 | 0 | 1 | 6   | 9  | 1  | +8  | Geplaatst voor eliteronde |   | —   | —   | 6–0 | 3–0 |
| 3   | Liechtenstein | 3   | 1 | 0 | 2 | 3   | 3  | 9  | −6  |                           |   | —   | —   | —   | 3–1 |
| 4   | Andorra       | 3   | 0 | 0 | 3 | 0   | 1  | 10 | −9  |                           | — | —   | —   | —   |     |

### Groep 9
De wedstrijden werden gespeeld tussen 8 oktober en 12 oktober in Zweden.
| Pos | Team                 | Wed | W | G | V | Ptn | DV | DT | +/− | Kwalificatie              |   | AUT | SRB | SWE | KAZ |
| --- | -------------------- | --- | - | - | - | --- | -- | -- | --- | ------------------------- | - | --- | --- | --- | --- |
| 1   | Oostenrijk           | 3   | 1 | 2 | 0 | 5   | 12 | 6  | +6  | Geplaatst voor eliteronde |   | —   | 3–3 | 2–2 | 7–1 |
| 2   | Servië en Montenegro | 3   | 1 | 2 | 0 | 5   | 6  | 5  | +1  | Geplaatst voor eliteronde |   | —   | —   | 2–2 | 1–0 |
| 3   | Zweden               | 3   | 1 | 2 | 0 | 5   | 13 | 6  | +7  |                           |   | —   | —   | —   | 9–2 |
| 4   | Kazachstan           | 3   | 0 | 0 | 3 | 0   | 3  | 17 | −14 |                           | — | —   | —   | —   |     |

### Groep 10
De wedstrijden werden gespeeld tussen 17 oktober en 21 oktober in Moldavië.
| Pos | Team      | Wed | W | G | V | Ptn | DV | DT | +/− | Kwalificatie              |   | NED | ISR | ISL | MDA |
| --- | --------- | --- | - | - | - | --- | -- | -- | --- | ------------------------- | - | --- | --- | --- | --- |
| 1   | Nederland | 3   | 1 | 2 | 0 | 5   | 3  | 1  | +2  | Geplaatst voor eliteronde |   | —   | 2–0 | 1–1 | 0–0 |
| 2   | Israël    | 3   | 1 | 1 | 1 | 4   | 3  | 4  | −1  | Geplaatst voor eliteronde |   | —   | —   | 1–2 | 1–1 |
| 3   | IJsland   | 3   | 1 | 1 | 1 | 4   | 5  | 5  | 0   |                           |   | —   | —   | —   | 3–2 |
| 4   | Moldavië  | 3   | 0 | 2 | 1 | 2   | 3  | 4  | −1  |                           | — | —   | —   | —   |     |

### Groep 11
De wedstrijden werden gespeeld tussen 30 september en 4 oktober in Oekraïne.
| Pos | Team                  | Wed | W | G | V | Ptn | DV | DT | +/− | Kwalificatie              |   | ARM | UKR | FRA | BIH |
| --- | --------------------- | --- | - | - | - | --- | -- | -- | --- | ------------------------- | - | --- | --- | --- | --- |
| 1   | Armenië               | 3   | 2 | 1 | 0 | 7   | 5  | 1  | +4  | Geplaatst voor eliteronde |   | —   | 1–0 | 0–0 | 4–1 |
| 2   | Oekraïne              | 3   | 2 | 0 | 1 | 6   | 6  | 5  | +1  | Geplaatst voor eliteronde |   | —   | —   | 2–1 | 4–3 |
| 3   | Frankrijk             | 3   | 1 | 1 | 1 | 4   | 2  | 2  | 0   |                           |   | —   | —   | —   | 1–0 |
| 4   | Bosnië en Herzegovina | 3   | 0 | 0 | 3 | 0   | 4  | 9  | −5  |                           | — | —   | —   | —   |     |

### Groep 12
De wedstrijden werden gespeeld tussen 25 oktober en 29 oktober in Schotland.
| Pos | Team            | Wed | W | G | V | Ptn | DV | DT | +/− | Kwalificatie              |   | TUR | SCO | MKD | FAR |
| --- | --------------- | --- | - | - | - | --- | -- | -- | --- | ------------------------- | - | --- | --- | --- | --- |
| 1   | Turkije         | 3   | 2 | 1 | 0 | 7   | 9  | 2  | +7  | Geplaatst voor eliteronde |   | —   | 1–1 | 3–1 | 5–0 |
| 2   | Schotland       | 3   | 2 | 1 | 0 | 7   | 6  | 2  | +4  | Geplaatst voor eliteronde |   | —   | —   | 2–0 | 3–1 |
| 3   | Noord-Macedonië | 3   | 1 | 0 | 2 | 3   | 5  | 5  | 0   |                           |   | —   | —   | —   | 4–0 |
| 4   | Faeröer         | 3   | 0 | 0 | 3 | 0   | 1  | 12 | −11 |                           | — | —   | —   | —   |     |

## Eliteronde

### Groep 1
De wedstrijden werden gespeeld tussen 20 mei en 24 mei in Spanje.
| Pos | Team      | Wed | W | G | V | Ptn | DV | DT | +/− | Kwalificatie                      |   | ESP | HUN | NED | LTU |
| --- | --------- | --- | - | - | - | --- | -- | -- | --- | --------------------------------- | - | --- | --- | --- | --- |
| 1   | Spanje    | 3   | 2 | 1 | 0 | 7   | 4  | 0  | +4  | Geplaatst voor het hoofdtoernooi. |   | —   | 3–0 | 1–0 | 0–0 |
| 2   | Hongarije | 3   | 1 | 1 | 1 | 4   | 1  | 3  | −2  |                                   |   | —   | —   | 1–0 | 0–0 |
| 3   | Nederland | 3   | 1 | 0 | 2 | 3   | 1  | 2  | −1  |                                   | — | —   | —   | 1–0 |     |
| 4   | Litouwen  | 3   | 0 | 2 | 1 | 2   | 0  | 1  | −1  |                                   | — | —   | —   | —   |     |

### Groep 2
De wedstrijden werden gespeeld tussen 19 mei en 23 mei in.
| Pos | Team        | Wed | W | G | V | Ptn | DV | DT | +/− | Kwalificatie                      |   | ITA | ISR | CZE | BLR |
| --- | ----------- | --- | - | - | - | --- | -- | -- | --- | --------------------------------- | - | --- | --- | --- | --- |
| 1   | Italië      | 3   | 2 | 1 | 0 | 7   | 7  | 2  | +5  | Geplaatst voor het hoofdtoernooi. |   | —   | 2–0 | 1–1 | 4–1 |
| 2   | Israël      | 3   | 1 | 1 | 1 | 4   | 2  | 3  | −1  |                                   |   | —   | —   | 1–0 | 1–1 |
| 3   | Tsjechië    | 3   | 1 | 1 | 1 | 4   | 4  | 2  | +2  |                                   | — | —   | —   | 3–0 |     |
| 4   | Wit-Rusland | 3   | 0 | 1 | 2 | 1   | 2  | 8  | −6  |                                   | — | —   | —   | —   |     |

### Groep 3
De wedstrijden werden gespeeld tussen 19 mei en 23 mei in Slowakije.
| Pos | Team      | Wed | W | G | V | Ptn | DV | DT | +/− | Kwalificatie                      |   | GER | SVK | POR | ARM |
| --- | --------- | --- | - | - | - | --- | -- | -- | --- | --------------------------------- | - | --- | --- | --- | --- |
| 1   | Duitsland | 3   | 3 | 0 | 0 | 9   | 8  | 1  | +7  | Geplaatst voor het hoofdtoernooi. |   | —   | 2–1 | 1–0 | 5–0 |
| 2   | Slowakije | 3   | 2 | 0 | 1 | 6   | 4  | 3  | +1  |                                   |   | —   | —   | 2–1 | 1–0 |
| 3   | Portugal  | 3   | 1 | 0 | 2 | 3   | 5  | 3  | +2  |                                   | — | —   | —   | 4–0 |     |
| 4   | Armenië   | 3   | 0 | 0 | 3 | 0   | 0  | 10 | −10 |                                   | — | —   | —   | —   |     |

### Groep 4
De wedstrijden werden gespeeld tussen 28 april en 2 mei in Slovenië.
| Pos | Team       | Wed | W | G | V | Ptn | DV | DT | +/− | Kwalificatie                      |   | UKR | SLO | ENG | DEN |
| --- | ---------- | --- | - | - | - | --- | -- | -- | --- | --------------------------------- | - | --- | --- | --- | --- |
| 1   | Oekraïne   | 3   | 2 | 1 | 0 | 7   | 6  | 2  | +4  | Geplaatst voor het hoofdtoernooi. |   | —   | 4–1 | 1–1 | 1–0 |
| 2   | Slovenië   | 3   | 1 | 1 | 1 | 4   | 3  | 5  | −2  |                                   |   | —   | —   | 2–1 | 0–0 |
| 3   | Engeland   | 3   | 1 | 1 | 1 | 4   | 5  | 3  | +2  |                                   | — | —   | —   | 3–0 |     |
| 4   | Denemarken | 3   | 0 | 1 | 2 | 1   | 0  | 4  | −4  |                                   | — | —   | —   | —   |     |

### Groep 5
De wedstrijden werden gespeeld tussen 19 april en 23 april in Turkije.
| Pos | Team     | Wed | W | G | V | Ptn | DV | DT | +/− | Kwalificatie                      |   | TUR | CRO | RUS | ROU |
| --- | -------- | --- | - | - | - | --- | -- | -- | --- | --------------------------------- | - | --- | --- | --- | --- |
| 1   | Turkije  | 3   | 2 | 1 | 0 | 7   | 7  | 2  | +5  | Geplaatst voor het hoofdtoernooi. |   | —   | 2–1 | 1–1 | 4–0 |
| 2   | Kroatië  | 3   | 2 | 0 | 1 | 6   | 6  | 3  | +3  |                                   |   | —   | —   | 2–0 | 3–1 |
| 3   | Rusland  | 3   | 1 | 1 | 1 | 4   | 3  | 3  | 0   |                                   | — | —   | —   | 2–0 |     |
| 4   | Roemenië | 3   | 0 | 0 | 3 | 0   | 1  | 9  | −8  |                                   | — | —   | —   | —   |     |

### Groep 6
De wedstrijden werden gespeeld tussen 25 mei en 29 mei in Oostenrijk.
| Pos | Team       | Wed | W | G | V | Ptn | DV | DT | +/− | Kwalificatie                      |   | POL | AUT | FIN | SCO |
| --- | ---------- | --- | - | - | - | --- | -- | -- | --- | --------------------------------- | - | --- | --- | --- | --- |
| 1   | Polen      | 3   | 3 | 0 | 0 | 9   | 6  | 2  | +4  | Geplaatst voor het hoofdtoernooi. |   | —   | 1–0 | 2–0 | 3–2 |
| 2   | Oostenrijk | 3   | 2 | 0 | 1 | 6   | 6  | 1  | +5  |                                   |   | —   | —   | 1–0 | 5–0 |
| 3   | Finland    | 3   | 1 | 0 | 2 | 3   | 3  | 5  | −2  |                                   | — | —   | —   | 3–2 |     |
| 4   | Schotland  | 3   | 0 | 0 | 3 | 0   | 4  | 11 | −7  |                                   | — | —   | —   | —   |     |

### Groep 7
De wedstrijden werden gespeeld tussen 19 mei en 23 mei in België.
| Pos | Team                 | Wed | W | G | V | Ptn | DV | DT | +/− | Kwalificatie                      |   | BEL | IRL | SCG | NOR |
| --- | -------------------- | --- | - | - | - | --- | -- | -- | --- | --------------------------------- | - | --- | --- | --- | --- |
| 1   | België               | 3   | 3 | 0 | 0 | 9   | 3  | 0  | +3  | Geplaatst voor het hoofdtoernooi. |   | —   | 1–0 | 1–0 | 1–0 |
| 2   | Ierland              | 3   | 2 | 0 | 1 | 6   | 6  | 2  | +4  |                                   |   | —   | —   | 3–1 | 3–0 |
| 3   | Servië en Montenegro | 3   | 1 | 0 | 2 | 3   | 5  | 4  | +1  |                                   | — | —   | —   | 4–0 |     |
| 4   | Noorwegen            | 3   | 0 | 0 | 3 | 0   | 0  | 8  | −8  |                                   | — | —   | —   | —   |     |